# Dietrich Rössler
Dietrich Rössler (* 20. Januar 1927 in Kiel; † 16. Dezember 2021 in Tübingen) war Arzt, evangelischer Theologe und Professor für Praktische Theologie an der Universität Tübingen.

## Leben
Rössler promovierte 1951 in Medizin und 1957 in Theologie. Seit 1953 war er Arzt an der Universitätsnervenklinik Münster. 1960 habilitierte er sich für Praktische Theologie an der Universität Göttingen und wurde anschließend Pastor in Reiffenhausen bei Göttingen. 1965 erhielt er einen Ruf auf eine Professur für Praktische Theologie an der Universität Tübingen, wo er bis zu seiner Emeritierung 1995 lehrte, seit 1970 auch als kooptiertes Mitglied der Medizinischen Fakultät. Schüler von ihm waren unter anderem Volker Drehsen und Reinhard Schmidt-Rost.
Rösslers Forschungsschwerpunkte waren die gesamte Praktische Theologie und hier besonders die Seelsorgelehre, die Predigtlehre und die medizinische Ethik. Er wirkte in zahlreichen Gremien, unter anderem als Vorsitzender der Theologischen Kammer der Evangelischen Kirche in Deutschland (EKD).
Die Philosophin Beate Rössler ist seine Tochter und der Pastor Martin Rössler ist sein Sohn.

## Ehrungen
Im Jahr 2000 erhielt er die Paracelsus-Medaille der deutschen Ärzteschaft.

## Schriften (Auswahl)
- 1957: Gesetz und Geschichte: Eine Untersuchung zur Theologie der jüdischen Apokalyptik und der pharisäischen Orthodoxie (2. Aufl. 1962)
- 1960: Der „ganze“ Mensch.: Das Menschenbild der neueren Seelsorgelehre und des modernen medizinischen Denkens im Zusammenhang der allgemeinen Anthropologie (Habil.).
- 1970: Fides et communicatio
- 1976: Die Vernunft der Religion
- 1976: Gefangenes Ich, befreiender Geist
- 1977: Der Arzt zwischen Technik und Humanität: religiöse und ethische Aspekte der Krise im Gesundheitswesen
- 1978: Gelebte Religion
- 1986: Grundriss der Praktischen Theologie (2. Aufl. 1994)
- 2006: Überlieferung und Erfahrung: gesammelte Aufsätze zur Praktischen Theologie
- 2011: Akzeptierte Abhängigkeit: gesammelte Aufsätze zur Ethik